# Хеминг-Уиллис, Эмма
Э́мма Хе́минг-Уи́ллис (англ. Emma Heming-Willis; род. 18 июня 1978, Мальта) — британская актриса и фотомодель.

## Биография
Эмма Хеминг родилась 18 июня 1978 года на Мальте, а росла в Великобритании и в Калифорнии (США).

## Карьера
Начала карьеру актрисы и фотомодели в 2001 году. Работала в канадской фирме La Senza, рекламируя нижнее бельё. Снималась для обложек ведущих мировых журналов — Elle, Glamour, Shape. В 2005 году журнал Maxim включил Эмму в список 100 самых сексуальных женщин мира под 86-м номером.
Была участницей многих модных показов, представляя одежду и аксессуары знаменитых модных марок — Herve Leger, John Galliano, Paco Rabanne, Christian Dior, Chanel, Maska, Thierry Mugler, Valentino, Emanuel Ungaro, Ralph Lauren, Victoria `s Secret.

## Личная жизнь
С 21 марта 2009 года Эмма замужем за актёром Брюсом Уиллисом (род. 1955), с которым она встречалась 15 месяцев до их свадьбы. У супругов две дочери — Мейбл Рэй Уиллис (род. 1 апреля 2012) и Эвелин Пенн Уиллис (род. 5 мая 2014).

## Фильмография
| Год  |   | Русское название          | Оригинальное название              | Роль                          |
| ---- | - | ------------------------- | ---------------------------------- | ----------------------------- |
| 2001 | ф | Показ мод Victoria Secret | The Victoria's Secret Fashion Show | играет саму себя              |
| 2001 | ф | Парфюм                    | Perfume                            | Модель №3                     |
| 2006 | ф | Красавцы                  | Entourage                          | Девушка в клубе (один эпизод) |
| 2007 | ф | Идеальный незнакомец      | Perfect Stranger                   | Донна                         |
| 2007 | ф | Мстители                  | The Comebacks                      | Меган                         |
| 2013 | ф | РЭД 2                     | RED 2                              | Келли                         |